# Santa Rosa do Piauí
Santa Rosa do Piauí é um município brasileiro localizado no estado do Piauí.